# Христианизация Литвы

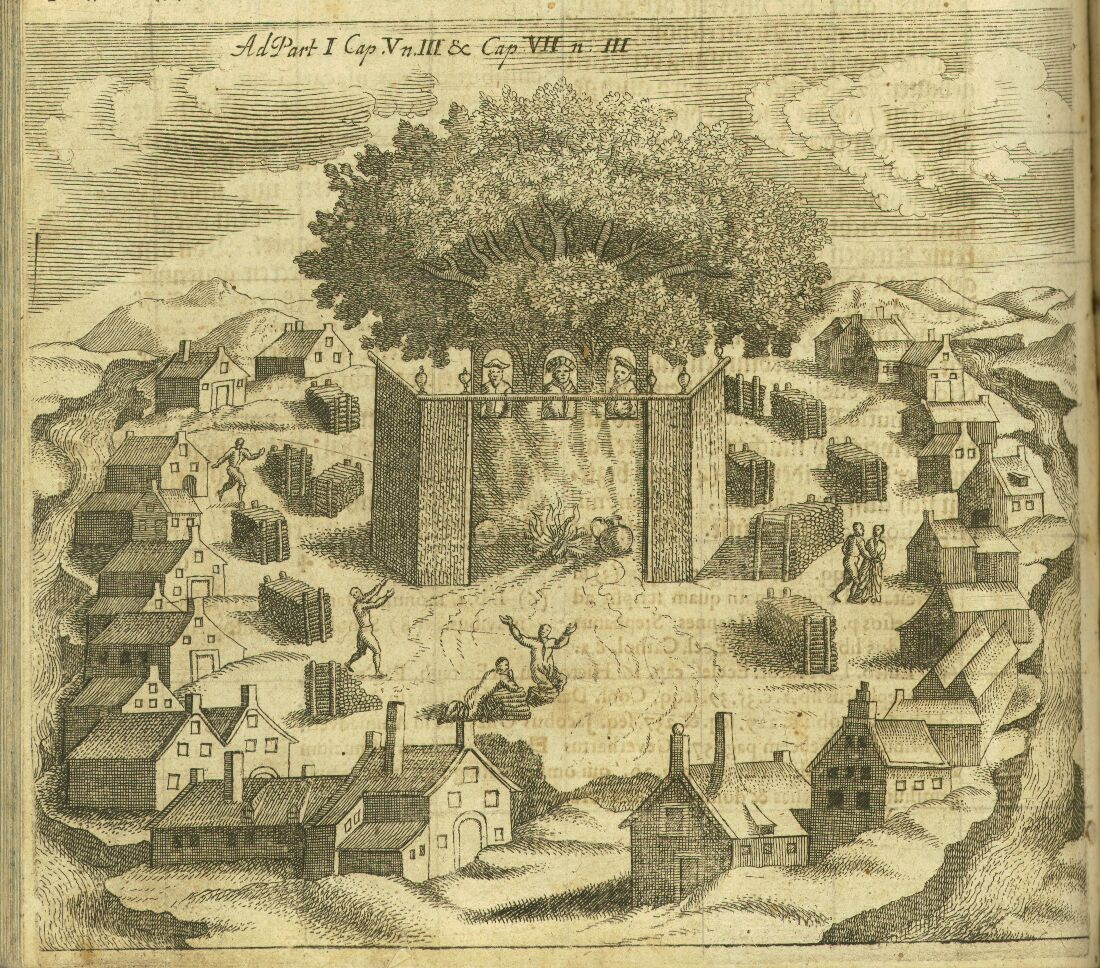
Святилище Прусская Ромува

Христианизация Литвы (лит. Lietuvos krikštas) — обращение в христианство знати и населения Великого княжества Литовского. Вершиной этого долгого и сложного процесса стало обращение в католичество в 1386 году великого князя литовского Ягайло и его двоюродного брата Витовта, и вступление Ягайло на трон короля Польши.

## История

### Ранние контакты с православием
Первое упоминание Литвы в Кведлинбургских анналах (1009) относится к римско-католическим миссионерам во главе с Бруно Кверфуртским, который крестил несколько правителей ятвягов, соседнего литовцам балтского племени. Более активные контакты литовцы имели с  Русью и последующими восточнославянскими государствами, которые приняли православие после христианизации Руси в 988 году. Когда князья Литвы распространили свою власть на восток, культурное влияние славянских государств усилилось. Население заимствовало восточнославянские версии христианских имён в XI—XII веках. Это заимствование становится всё более распространённым среди языческого населения в Аукштайтии, в гораздо меньшей степени в Жемайтии. О влиянии православия на языческую литовскую культуру свидетельствует то, что примерно треть современных литовских фамилий имеют старославянское происхождение. Кроме того, литовские слова «церковь», «крещение», «Рождество» и «пост» классифицируются как «заимствованные из Руси, а не Польши».

### Крещение Миндовга

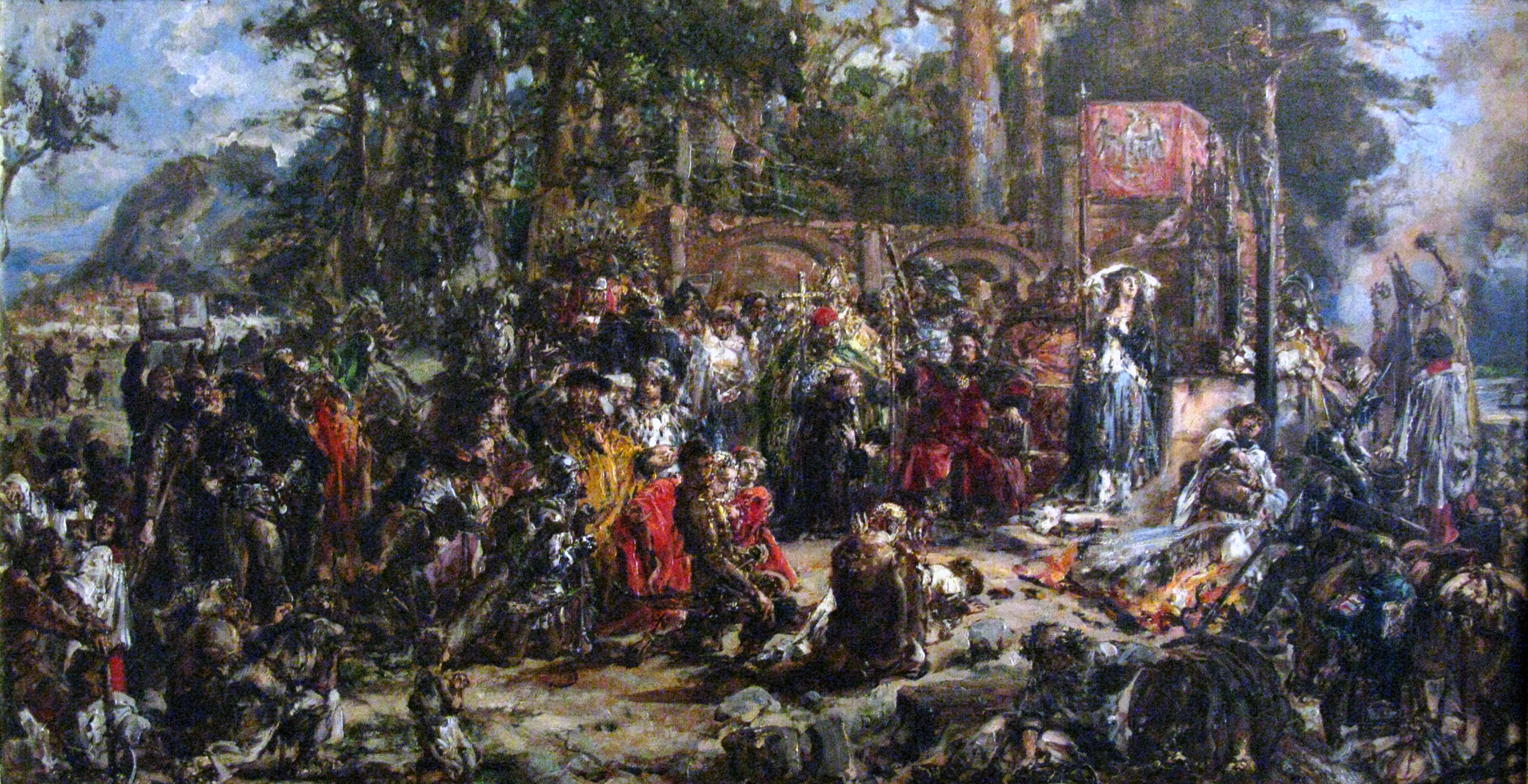
Ян Матейко Крещение Литвы (1889)

Появление государства Ливонского ордена у литовских границ сделало актуальным вопрос о выборе государственной религии. Первым великим князем литовским, принявшим западное христианство, стал Миндовг, хотя его племянник и соперник Товтивил сделал это раньше, в 1250 году. Во время правления Миндовга были сделаны первые переводы католических молитв с немецкого.
В 1249 году Товтивилл, союзник Даниила Галицкого, напал на Новогрудок, а в 1250 году ещё один союзник Товтивилла, Ливонский орден, организовал крупный поход против Литвы. Миндовг оказался в крайне тяжёлом положении между нападавшими с юга и севера, но сумел использовать противоречия между Ливонским орденом и рижским архиепископом. Он согласился принять крещение и отказаться от некоторых земель на западе Литвы. В обмен на это ему была обещана корона. 17 июля 1251 года папа римский Иннокентий IV издал буллу об объявлении Литвы Королевством и юрисдикции над ним Римского епископа. Миндовг и его семья были крещены по католическому обряду в 1251 году.

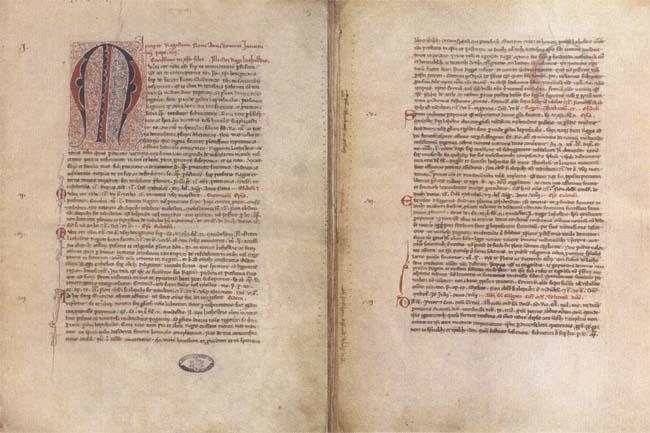
Папская булла Иннокентия IV о признании Литвы католической державой, её переходе под юрисдикцию епископа Рима, крещении и коронации Миндовга

Миндовг и его жена Марта были коронованы летом 1253 года. Став формально христианским королевством, Литва ещё не стала по-настоящему христианской. Не было приложено никаких усилий для крещения населения. Литовцы и жемайты твёрдо стояли за веру своих предков. Даже став католиком, король Миндовг не переставал приносить жертвы языческим богам. В 1261 году Миндовг отрёкся от христианства и изгнал всех христиан из Литвы. Великое княжество Литовское потеряло свой статус католического королевства.

### Колебания между Востоком и Западом
Преемники Миндовга не выразили достаточного интереса к его начинаниям. Были десятилетия колебаний между католичеством и православием. «Для Гедимина и Ольгерда сохранение язычества служило полезным дипломатическим инструментом, …позволяя им использовать обещания преобразования в целях сохранения своей власти и независимости». Великий князь Ольгерд (1345—1377) поддерживал «динамическое равновесие», балансируя между папой и Константинополем на протяжении своего правления. Чтобы избежать дальнейших столкновений с Тевтонским орденом, в 1349 году брат и соправитель Ольгерда Кейстут начал переговоры с папой Климентом VI. И на этот раз литовскому князю и его наследникам была обещана королевская корона в обмен на обращение Литвы в католицизм. Ольгерд оставался в стороне, и имел дела с русским населением княжества. Посредник в переговорах, польский король Казимир III, неожиданно напал на Волынь и Брест в октябре 1349 года, что разрушило планы Кейстута. Во время польско-литовской войны за Волынь, король Венгрии Людовик I предложил мирное соглашение с Кейстутом (15 августа 1351 года), в соответствии с которым Кейстут обязуется принять христианство и обеспечить Венгрии военную помощь в обмен на королевскую корону. Кейстут принял предложение, совершив языческий ритуал. На самом деле у Кейстута не было намерений соблюдать договор, и он сбежал по дороге в Буду. В XIV веке Великое княжество Литовское было признано преемником Киевской Руси в западной части её владений. Хотя литовские князья были язычниками, большинство населения были славянами и православными. Чтобы узаконить свою власть в этих областях, литовские князья часто вступали в браки с Рюриковичами. В результате часть литовской знати была крещена в православие. Первым из них был Войшелк, сын и наследник Миндовга, который принял постриг в православном Лавришевском монастыре вблизи Гродно, а затем сам основал там монастырь.

### Христианизация при Ягайле и Витовте

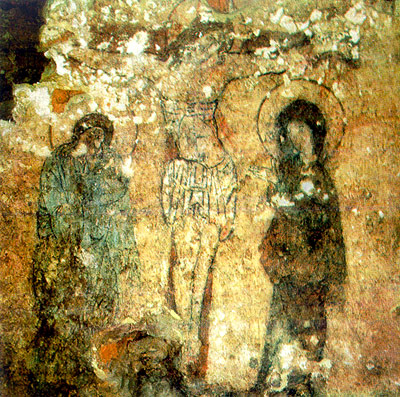
Фреска в Вильнюсском кафедральном соборе

Окончательную христианизацию Литвы предпринял Ягайло. Русская мать Ягайло убеждала его жениться на Софье, дочери московского князя Дмитрия Донского. Для этого Ягайло нужно было принять православие и сделать Литву вассальным владением Великого княжества Московского. Это вряд ли остановило бы крестовые походы Тевтонского ордена против Литвы. Ягайло, в 1384 году уже подписавший договоры с Дмитрием Донским, в итоге предпочёл польское предложение стать католиком и жениться на королеве Ядвиге. 14 августа 1385 года в замке Крево Ягайло согласился принять христианство и подписал Кревскую унию.
Ягайло был крещён по католическому обряду в Соборе Святых Станислава и Вацлава в Кракове 15 февраля 1386 года, и стал королём Польши. За королевским крещением последовало крещение двора и рыцарей Ягайло, также крестились братья короля: Каригайло, Виганд, Свидригайло и двоюродный брат Витовт. Ягайло послал Доброгоста, епископа Познани, в качестве посла к папе римскому Урбану VI с ходатайством об образовании епископства в Вильне и назначении Андрея Ястржембца епископом Вильни.
Ягайло вернулся в Литву в феврале 1387 года. Крещение дворян и их крестьян сначала проводилось в столице Вильне и его окрестностях. Дворянство и крестьяне в Аукштайтии крестились весной, а затем крестилась и остальная часть литовской знати. В этнической Литве были созданы приходы, и был построен Вильнюсский кафедральный собор на месте разрушенного языческого храма. По спорной информации из источника Яна Длугоша, первые приходские церкви были построены в литовских языческих городах Вилькамир, Майшагола, Лида, Неменчине, Медники, Крево, Гайна и Обольцы. Они все относились к вотчине Ягайло — Литовскому княжеству. 19 апреля 1389 года папа римский Урбан VI признал статус Литвы как католического государства.
Жемайтия была последней областью Литвы, обращённой в христианство в 1413 году, после поражения Тевтонского ордена в Грюнвальдской битве и Первого Торуньского мира и возвращения Жемайтии под литовский контроль. В ноябре 1413 года сам Витовт крестил первые группы жемайтов. В 1416 году началось строительство восьми приходских церквей. Епархия Жемайтии была создана 23 октября 1417 года и Матей стал первым епископом Жемайтии. Около 1464 года в Вярняе был построен собор.

## Последствия

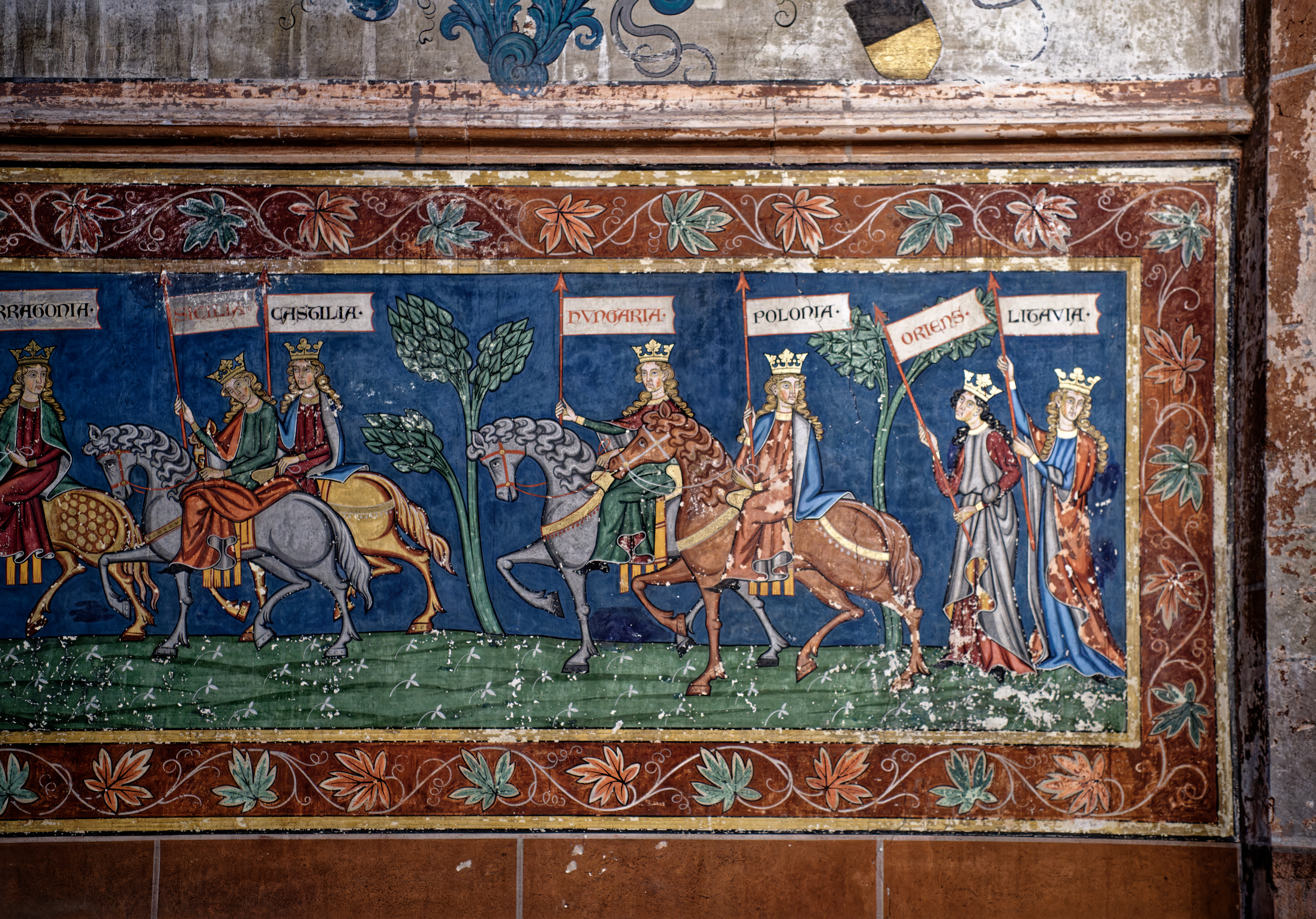
Средневековая фреска из Церкви Святого Петра в Страсбурге, где изображён путь 15 европейских наций к христианству. Православные земли и Литва идут пешком

Литовское дворянство обратилось в католичество, но языческие обычаи ещё долго преобладали и тайно практиковались среди простых людей Литвы. Там не было преследования языческих жрецов и приверженцев старой веры. Тем не менее, в XVII веке, после Контрреформации (1545 — 1648 годы), католическая вера взяла верх над язычеством. Христианизация и её политические последствия оставили значительный след в истории Литвы. Большинство населения Великого княжества Литовского за пределами этнической Литвы было православным. Элита постепенно обращалась в католицизм, и возрастала религиозная напряжённость. Некоторые из православных Гедиминовичей покинули Литву и уехали в Московское княжество, где они дали начало таким княжеским родам как Голицыны и Трубецкие. Православное население современной Украины и восточной Белоруссии часто сочувствовало московским князьям, которые изображали себя защитниками православия. Эти процессы приводили к московско-литовским войнам. Поражение литовцев в Ведрошской битве подорвало позиции Литвы в качестве доминирующей силы в Восточной Европе. По результатам русско-литовской войны 1500 — 1503 годов к Русскому государству отошла треть территории Великого княжества Литовского. С другой стороны, переход к католичеству способствовал интеграции Литвы в культуру Западной Европы. Был проложен путь к политическому союзу Литвы и Польши, в окончательном виде как Люблинская уния 1569 года.